# 圣克里斯托夫 (意大利)
圣克里斯托夫（法語：Saint-Christophe，法語發音：[sɛ̃ kʁistɔf]）是意大利瓦莱达奥斯塔大区的市镇。面积为14平方公里，2010年人口数量为3285人。